# Gaig siberià
El gaig siberià (Perisoreus infaustus) és una espècie d'ocell de la família dels còrvids (Corvidae) que habita els boscos de coníferes, criant des de nord i centre d'Escandinàvia, cap a l'est, a través del nord i centre de Rússia europea i asiàtica fins al Mar d'Okhotsk i Sakhalín i des del Massís de l'Altai cap a l'est fins al krai de Primórie, nord de Mongòlia i Manxúria.

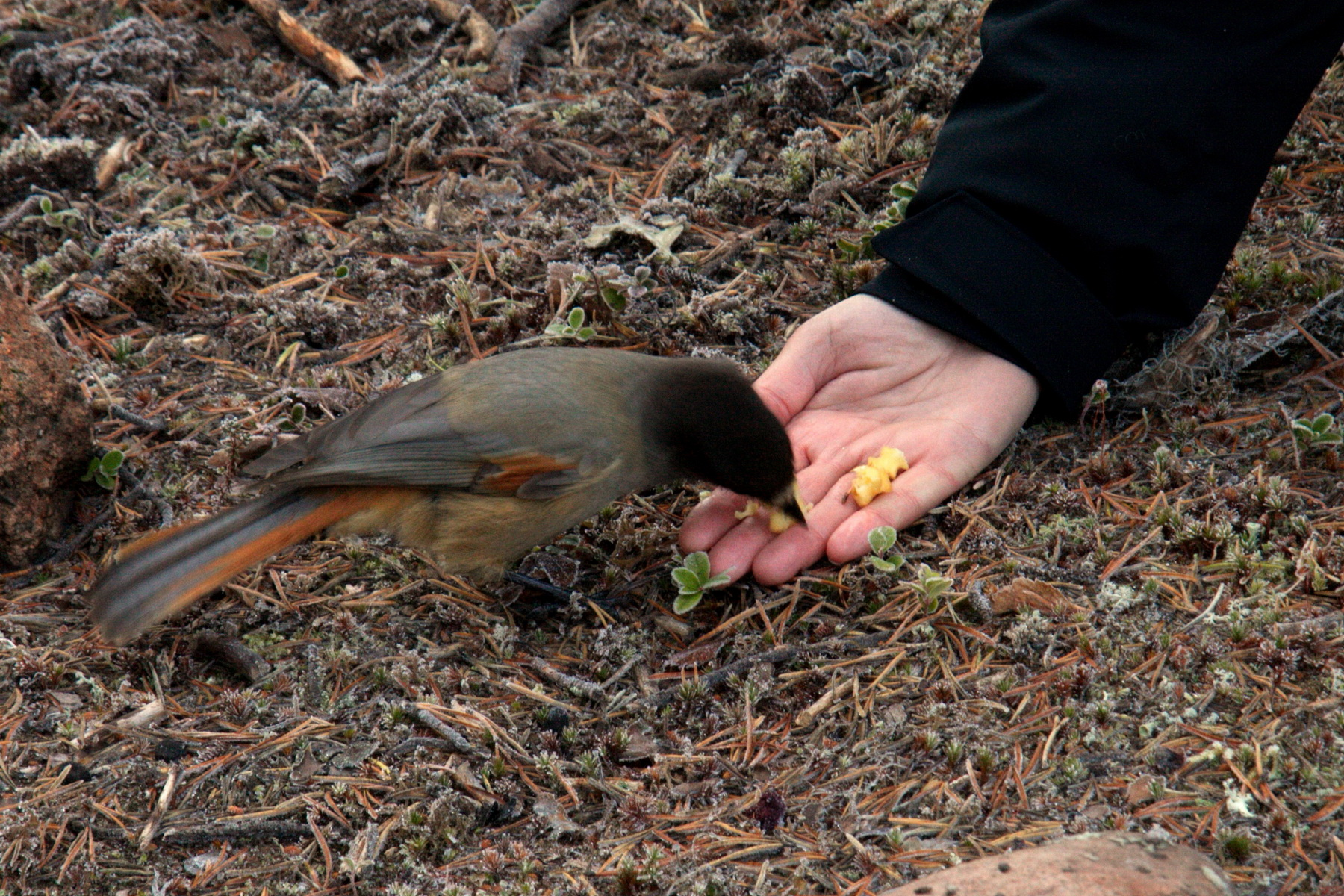
Un exemplar als boscos del nord de Suècia